# Euryischia sumneri
Euryischia sumneri är en stekelart som beskrevs av Girault 1913. Euryischia sumneri ingår i släktet Euryischia och familjen växtlussteklar. Inga underarter finns listade i Catalogue of Life.